# Zbrankî, Ovruci
Zbrankî (în ucraineană Збраньки) este un sat în comuna Șolomkî din raionul Ovruci, regiunea Jîtomîr, Ucraina.

## Demografie
Componența lingvistică a localității Zbrankî
     Ucraineană (99,76%)
     Alte limbi (0,24%)
Conform recensământului din 2001, majoritatea populației localității Zbrankî era vorbitoare de ucraineană (99,76%), existând în minoritate și vorbitori de alte limbi.